# Gatto delle nevi

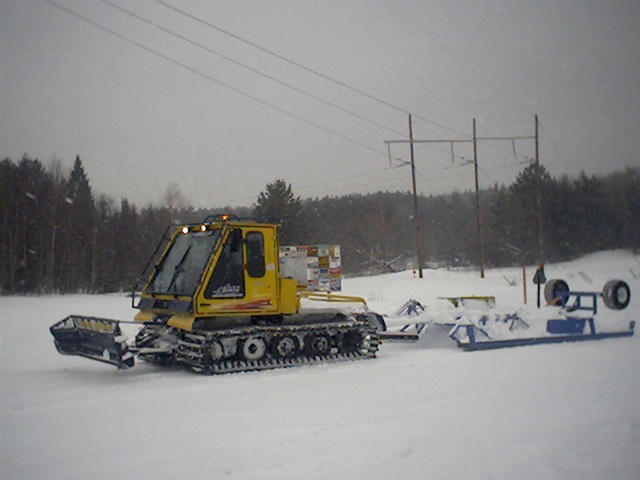
Bombardier BR180

ll gatto delle nevi è un veicolo a motore cingolato strutturato per muoversi sulla neve.

## Descrizione
La maggior parte dei gatti delle nevi ha due di cingoli, e sono dotati di Sospensione Christie o a Balestra (meccanica), come ad esempio quelli prodotti dalla Bombardier.
Altri modelli, come il Tucker Sno-Cat e i veicoli Hagglunds, possono avere un sistema più complesso con quattro o più cingoli.
I cingoli sono fatti di gomma, alluminio o acciaio e sono guidati da una ruota dentata (una per ogni cingolo).
La loro struttura è ottimizzata per muoversi sulla neve o su terreni morbidi, come ad esempio la torba. Ormai da diversi anni vengono utilizzati anche nello stoccaggio della materia prima per produrre il biogas (trinciato di mais e sorgo principalmente), utilizzando una cingolatura in gomma dura.
Oltre a queste applicazioni sono anche utilizzati per le spedizioni polari oppure per entrare in aree paludose o a rischio sismico.
La cabina di guida è ottimizzata per l'utilizzo a temperature sotto zero e condizioni di freddo intenso aggravate da forte vento: sono riscaldate da un potente sistema di riscaldamento forzato e hanno un parabrezza progettato per rimanere, internamente ed esternamente, pulito dal ghiaccio e senza condensa. Questo è possibile grazie ad un sistema di rivestimenti in materiali appositi, l'utilizzo esterno di raschietti (tergicristalli modificati) e internamente grazie a un flusso di aria calda sulla superficie. Alcuni parabrezza hanno anche la serpentina interna che aiuta la neve a non depositarsi e ghiacciare sulla superficie.

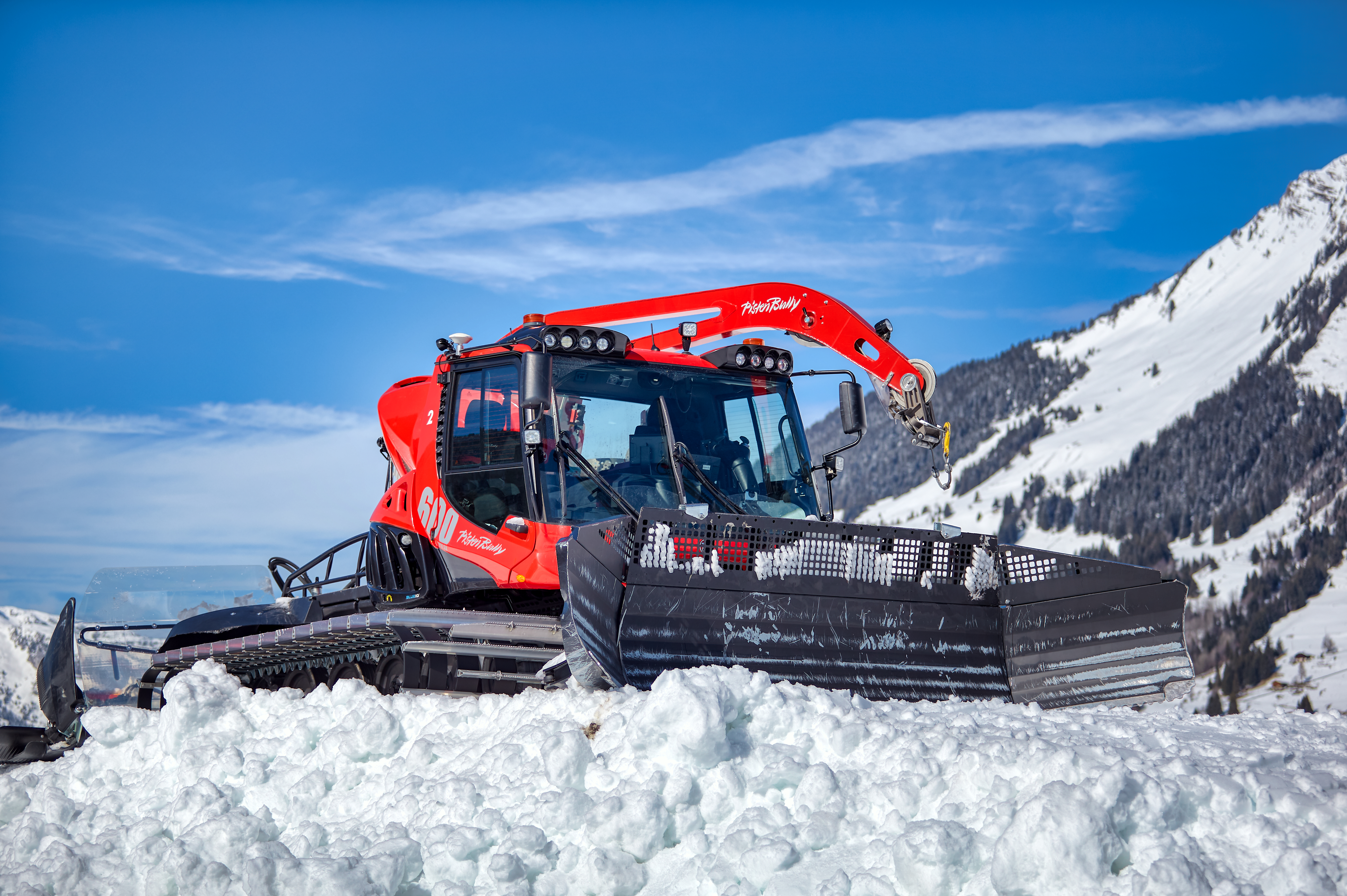
Pistenbully 600 Polar con verricello

## I battipista

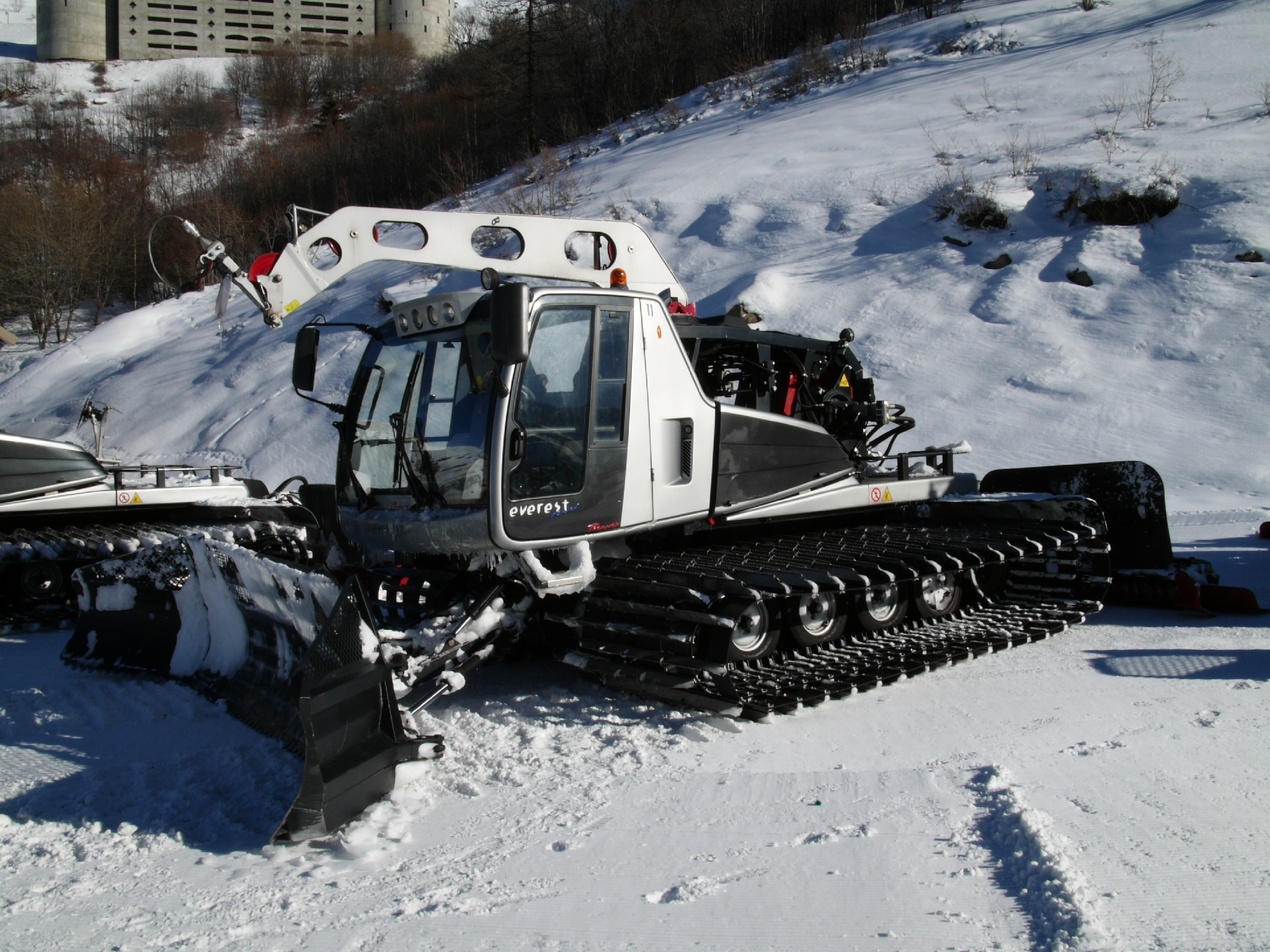
Prinoth Everest con verricello

Il primo gatto delle nevi dedicato alla preparazione delle piste fu il P-15 della Prinoth, che fu prodotto in serie a partire dal 1964. Venne utilizzato per la preparazione delle piste dei mondiali da sci in Val Gardena nel 1970 e da allora divenne un successo mondiale.
I gatti delle nevi per lavorare le piste da sci (anche detti battipista) sono dotati di pala anteriore (chiamata "lama" in gergo), utilizzata per spostare la neve e livellarla. Essa è comandata dalla cabina tramite un joystick: le lame più sofisticate dei battipista moderni sono tutte a dodici vie (dodici movimenti). Posteriormente invece i battipista sono dotati di un attrezzo chiamato fresa posteriore che è formata principalmente da due parti: i tamburi, che sono due o più rulli dotati di arpioni che girano velocemente per tritare la neve, ed il finish, una specie di tappeto in gomma dura che lascia sulla pista le caratteristiche righe sul manto nevoso.
Esistono anche gatti delle nevi da trasporto come l'Hagglunds BV206 che possono essere senza fresa o pala, o senza entrambe.
Alcuni battipista sono dotati di un verricello montato sulla parte posteriore, dietro la cabina di guida. La sua funzione principale è quella di aiutare il mezzo a mantenere aderenza (quindi senza scivolare) in presenza di pendii molto ripidi o in condizioni di manto nevoso scivoloso (neve fresca abbondante, ghiaccio o neve sciolta primaverile). Inoltre, grazie alla sua forza traente (nei gatti delle nevi moderni supera le 4,5 tonnellate), permette al battipista di spostare grandi quantità di neve anche su pendii ripidi dove un mezzo standard non riuscirebbe.